# كريشنا كومار
كريشنا كومار هو ممثل هندي، ولد في 1968 في الهند.

## وصلات خارجية
- كريشنا كومار على موقع IMDb (الإنجليزية)
- كريشنا كومار على موقع قاعدة بيانات الفيلم (الإنجليزية)